# 霍峻
霍 峻（かく しゅん、180年 - 219年）は、中国後漢末期の武将。字は仲邈。荊州南郡枝江県の人。兄は霍篤。子は霍弋。

## 事跡
兄の霍篤の死後、劉表の命により霍峻はその私兵を受け継いだ。建安13年（208年）に劉表が死去すると劉備に仕え、中郎将に任命された。
建安17年（212年）、劉備の入蜀に際し、霍峻は広漢郡の葭萌城の守備を命じられた。この時、張魯配下の楊帛から寝返りの誘いがあったが、これを断ったという。その後、劉璋軍の扶禁・向存ら一万余の軍勢に城を包囲されたが、1年に亘り守り通した。そして数百の軍勢の中から精鋭を選抜し、城外へ出撃して扶禁・向存を破り、向存を斬った。この功績により建安22年（217年）、梓潼太守兼裨将軍に任じられた。
建安24年（219年）、在職中に40歳で死去し、遺体は成都に葬られた。劉備はその死を大変悲しみ、葬儀の際は墓の側で宿泊したという。

## 物語中の霍峻
小説『三国志演義』では、劉備の入蜀の際に初登場する。この時、劉璋から劉備に鞍替えした孟達の推薦で、孟達と共に葭萌関（正史では葭萌城）を守った。益州平定後も孟達と共に葭萌関を守り、張郃が襲来すると霍峻は籠城を主張したが、孟達は出撃し大敗している。その後、援軍として黄忠・厳顔の2老将が派遣されてくると、霍峻は孟達と共に諸葛亮の不手際を笑ったが、黄忠・厳顔の活躍で魏軍は撃退された。